# Multi Theft Auto
Multi Theft Auto ist eine Modifikation, die den fehlenden Mehrspielermodus in Grand Theft Auto III, Grand Theft Auto: Vice City und Grand Theft Auto: San Andreas implementiert. Sowohl Client als auch Server sind als freie Software unter der GNU General Public License veröffentlicht.

## Rezeption
Multi Theft Auto für Vice City böte den langersehnten Mehrspielermodus und anhaltend hohen Spielspaß. Der Download sei klein und die Modifikation werde ständig verbessert. Die Spielerzahlen seien noch über ein Jahrzehnt nach Veröffentlichung der Originalspiele erstaunlich hoch. 2016 waren noch 616.000 aktive Spieler bei Multi Theft Auto aktiv obwohl Rockstar Games bereits mit GTA Online einen offiziellen Mehrspielermodus für den Nachfolger bot. Dieser ermöglichte jedoch nur 30 Spieler pro Server, keine freie Serverwahl und besaß keinerlei Moderation. Die Multi-Theft-Auto-Server hingegen ermöglichen bis zu 100 Spieler gleichzeitig und moderierte Gemeinschaften, in denen eine freundlichere Stimmung herrsche. Zudem seien die Systemanforderungen deutlich niedriger.

### Auszeichnungen
- 2011 ModDB Mod of the Year[5]